# پترا اشنایدر
پترا اشنایدر (آلمانی: Petra Schneider؛ زادهٔ ۱۱ ژانویهٔ ۱۹۶۳) شناگر اهل آلمان شرقی است.